# Yoshinobu Yamamoto
Yoshinobu Yamamoto (山 本 由 伸, Yamamoto Yoshinobu nacido el 17 de agosto de 1998 en Bizen, Okayama) es un lanzador japonés de béisbol profesional que juega para los Angeles dodgers de la (MLB).

## Carrera internacional
Yamamoto representó al equipo nacional de béisbol de Japón en los juegos de exhibición de 2019 contra México y el Premier12 de la WBSC de 2019.
El 27 de febrero de 2019 fue seleccionado en los juegos de exhibición de 2019 contra México.
El 1 de octubre de 2019, fue seleccionado para jugar en el WBSC Premier 12 de la WBSC de 2019.

## Estadísticas de su carrera en la NPB
| Año   | Equipo | PJ  | G  | P  | SV | ERA  | K   | BB  | CL  |
| ----- | ------ | --- | -- | -- | -- | ---- | --- | --- | --- |
| 2017  | Orix   | 5   | 1  | 1  | 0  | 5.32 | 20  | 7   | 14  |
| 2018  | Orix   | 54  | 4  | 2  | 1  | 2.89 | 46  | 16  | 19  |
| 2019  | Orix   | 20  | 8  | 6  | 0  | 1.95 | 127 | 36  | 31  |
| 2020  | Orix   | 18  | 8  | 4  | 0  | 2.20 | 149 | 37  | 31  |
| 2021  | Orix   | 16  | 9  | 5  | 0  | 1.82 | 121 | 24  | 23  |
| Total | --     | 113 | 30 | 18 | 1  | 2.27 | 463 | 120 | 134 |